# Hadula optima
Hadula optima là một loài bướm đêm trong họ Noctuidae.